# آندره سییز
آندره سییز (انگلیسی: André Saeys؛ ۲۰ فوریهٔ ۱۹۱۱ – ۲۲ مارس ۱۹۸۸) یک بازیکن فوتبال اهل بلژیک بود.
وی همچنین در تیم ملی فوتبال بلژیک بازی کرده‌است.